# The Hidden Hitler
The Hidden Hitler (em português: O Hitler Oculto) é um livro lançado em 2001 pelo historiador e professor alemão Lothar Machtan, o qual trata sobre a sexualidade de Adolf Hitler, onde insinua que o mesmo era homossexual. O livro provocou discussões e acadêmicos de várias universidades tendem a ir contra as ideias do livro, afirmando que Hitler era heterossexual.